# 第一宗谷丸
第一宗谷丸は、東日本海フェリーが運航していたフェリー。

## 概要
東日本海フェリーのフェリー化第一船として、中村造船鉄工所で建造され、1970年4月に就航した。
船舶整備公団の共有建造制度を利用して建造されたいわゆる公団船である。
1982年に北海商船に傭船され、2代目おたる丸（元・第五青函丸）に代わって小樽 - 利尻・礼文航路に週3便で就航した。
1988年に第二宗谷丸と交代して、東日本フェリーに売却されつがるとなり、1989年から福島 - 三厩航路に夏期のみの季節運航（7月-8月）で就航した。その後、1992年に航路休止となり引退した。 

## 設計
船体は3層構造で最上層が操舵室および露天甲板、その下が船室、最下層が車両甲板となっていた。ランプウェイは船尾に装備されていた。